# オートルート A9
オートルート A9 （Autoroute française A9、高速道路A9号線）は、フランスのオートルートの1つ。リヨン～マルセイユ間を走るA7号線のオランジュ・ジャンクションから、スペインのアウトビア A7（es:Autovía del Mediterráneo）へ接続されるル・ペルテュの間を通る。A9号線を管理するのは有料道路会社オートルート・デュ・シュド、南高速道路（fr:Autoroutes du Sud de la France）である。
別名をラ・ラングドシエンヌ（La Languedocienne、オランジュからナルボンヌの区間）、ラ・カタラーヌ（La Catalane、ナルボンヌからル・ペルテュの区間）という。

## 経路
- A7号線と接続。
- 21 オランジュ中央（Orange-Centre、0km）：カルパントラ、オランジュ、ヴェゾン＝ラ＝ロメーヌ
- 22 ロックモール（Roquemaure、14km）：アヴィニョン、ヴィルヌーヴ＝レザヴィニョン、ロックモール、国道N580号線に続く。
- 23 ルムーラン（Remoulins、29km）：国道N100号線に続く。
- 24 ニーム東（Nîmes-Est、47km）：クルベサック中央（Centre-Courbessac）、マルグリット（Marguerittes）、国道N86号線に続く。
- 25 ニーム西（Nîmes-Ouest、55km）：ニーム、アレス
- A54号線と接続。
- 26 エマルグ（Aimargues、73km）：エーグ＝モルト（Aigues-Mortes）、国道N313号線に続く。
- 27 ラ・グランド＝モット（La Grande-Motte、79km）：リュネル（Lunel）、ソミエール（Sommières）、国道N34号線に続く。
- 27.1 カストリー、バイヤルグ、サン＝ブレ（Castries、Baillargues、Saint-Brès）
- 28 モンペリエ病院（Montpellier-Hôpitaux Facultés、90km）：国道N113号線に続く。
  -  28.1 カステルノ＝ル＝レ（Castelnau-le-Lez）
- 29 モンペリエ東（Montpellier-Est、97km）
  -  29 マリアンヌ港、オディゾーム（Port Marianne, Odysseum）
- 30 モンペリエ南（Montpellier-Sud、101km）：国道N586号線に続く。
- 31 モンペリエ西（Montpellier-Ouest、103km）：国道N132号線に続く。
  -  31.1 ミヨー（Millau）
- 32 モンペリエ＝モソン、サン＝ジャン＝ド＝ヴェダ（Montpellier-Mosson、Saint-Jean-de-Védas、106km）
- 33 セット、メーズ、バラリュック＝ル＝ヴュー、フロンティニャン（Sète、Mèze、Balaruc-le-Vieux、Frontignan、132km）
- 34 クレルモン＝フェラン、ミヨー（Clermont-Ferrand、Millau、155km）：国道N9号線と国道N132号線に続く。
- A75号線と接続。（166km）
- 36 ベジエ西（Béziers-ouest、173km）
- 37 ナルボンヌ東（Narbonne-est、194km）
- 38 ナルボンヌ南（Narbonne-sud、198km）：国道N213号線に続く。
- A61号線と接続。
- 39 シジャン、ポール＝ラ＝ヌーヴェル（Sigean、Port-la-Nouvelle、215km）
- 40 ルカート（Leucate、226km）：国道N627号線に続く。
- 41 ペルピニャン北、リヴザルト（Perpignan-Nord、Rivesaltes、248km）：国道N83号線に続く。
- 42 ペルピニャン南、カネ＝タン＝ルシヨン、ブール＝マダム（Perpignan-Sud、Canet-en-Roussillon、Bourg-Madame、262km）：国道N116号線に続く。
- 43 アルジュレス＝シュル＝メール、セレ、ル・ブル（Argelès-sur-Mer、Céret、Le Boulou、275km）：国道N115号線に続く。
- 280.5km地点にてアウトビア A7（アウトビア・デル・メディテラネオ、地中海高速道路）と接続。